# Wasco (Californië)
Wasco is een plaats (city) in de Amerikaanse staat Californië, en valt bestuurlijk gezien onder Kern County.

## Demografie
Bij de volkstelling in 2000 werd het aantal inwoners vastgesteld op 21.263.
In 2006 is het aantal inwoners door het United States Census Bureau geschat op 24.279, een stijging van 3016 (14,2%).

## Geografie
Volgens het United States Census Bureau beslaat de plaats een oppervlakte van
19,7 km², geheel bestaande uit land. Wasco ligt op ongeveer 107 m boven zeeniveau.

## Plaatsen in de nabije omgeving
De onderstaande figuur toont nabijgelegen plaatsen in een straal van 32 km rond Wasco.